# Aalto-universitetets Idrottsförening

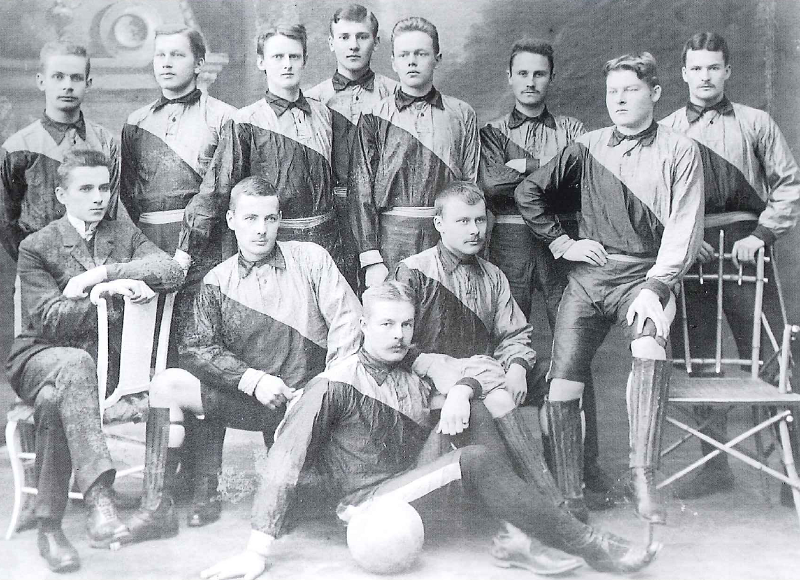
Polyteknikkojen Urheiluseura, PUS, mästarlaget i fotboll från 1909.

Aalto-universitetets Idrottsförening, finska Aalto-yliopiston urheiluseura, är en finsk idrottsförening bildad 1903 av teknologer i Helsingfors. Föreningen hette Polytekarnas Idrottsförening, finska Polyteknikkojen Urheiluseura, fram till 2010, då Tekniska högskolan slogs samman med två andra högskolor och bildade Aalto-universitetet. 
Föreningen deltog på högsta nivå i Finlands bandy- och fotbollstävlingar i början av 1900-talet och blev finska mästare i fotboll 1909. 1980 vann föreningen, under namnet Poli, det första officiella finska mästerskapet i amerikansk fotboll.